# Société des études nordiques
La Société des études nordiques est une société savante fondée en 1992. Depuis sa création, elle est présidée par François-Xavier Dillmann.
Son siège social est établi à l'École pratique des hautes études, en Sorbonne.
Elle édite la revue Proxima Thulé.